# Піскунов Сергій Вадимович
Сергій Вадимович Піскунов (нар. 9 квітня 1989, Лисичанськ, Луганська область) — український художник, що працює в стилі гіперреалізм.

## Життєпис
Сергій Піскунов народився 9 квітня 1989 року в місті Лисичанськ Луганської області. Закінчив Академію митної служби України (2012), отримавши спеціальність «інженер комп'ютерних наук». На третьому курсі університету почав займатись образотворчим мистецтвом, після того, як отримав подарунок від майбутньої дружини у вигляді пензлика та фарб. До п'ятого курсу Сергій провів свою першу персональну виставку, а до закінчення навчання провів вже три власних виставки.
Після закінчення академії отримав направлення на працевлаштування в Державну митну службу України головним інспектором відділу інформаційних систем та митної статистики в Києві. З 2013 по 2016 рік — тестувальник програмного забезпечення в компаніях Sybase, Amadeus, Globallogic і Ciklum. Після цього повністю присвятив себе мистецтву. Його робота з серії «Золоті Маски», для якої позувала модель Дар'я Астаф'єва, стала переможцем Artboxproject в Маямі 2018 року. Піскунов також був переможцем «Artist of the future» в номінації художник майбутнього Contemporary Art Curator Magazine та фіналістом «Artist of the year» у проєкті CIRCLE foundation серед 668 інших художників.
2018 року канадська модель Коко Роша знялася у фотосесії для його картин. Сергій Піскунов публікувався в спеціалізованих виданнях по гіперреалізму. Його роботи представлені в лондонській галереї Plus One Gallery, що спеціалізується на гіперреалізмі.

## Виставки
- 2012 — Art Hall Gallery, Київ[6]
- 2013 — Культурно-просвітницький центр, Ковель[7]
- 2013 — Музей гетьманства, Київ
- 2013 — New Gallery, Київ
- 2013 — International Art Project, Київ
- 2013 — New Natura Morta, Київ
- 2013 — «Neo-Still Life», Міжнародний виставковий центр, Київ
- 2013 — Львівський палац мистецтв, Львів
- 2013 — Labyrinth, Міжнародний виставковий центр, Київ
- 2013 — Heritage, Міжнародний виставковий центр, Київ
- 2013 — exhibition of paintings Personal View, Art Development Foundation, Київ
- 2013 — Музей духовних цінностей України
- 2013 — Independent Dependence, Міжнародний виставковий центр, Київ
- 2013 — Галерея «Лавра», Київ
- 2014 — Kraft Foods, Київ
- 2015 — Zoom Gallery, Тель-Авів
- 2015 — Week of ART, Лондон
- 2015 — Art Affordable, Сінгапур
- 2015 — art project, M17 Gallery, Київ
- 2016 — Музей-майстерня Івана Кавалерідзе, Київ
- 2016 — Artbox Gallery, Швейцарія
- 2017 — 101 Gallerie, Мехіко
- 2017 — Zoom Gallery, Тель-Авів
- 2018 — Bartoux Gallery, Париж
- 2018 — Platinum Gallery, США
- 2019 — Miami Art Week, Artbox project (фіналіст)
- 2019 — Center of Modern Art, Яньтай
- 2020 — Finalist of Circle foundation of the Arts, Artist of the year award